# Лутцерат
Лутцерат (нем. Lutzerath) — община в Германии, в земле Рейнланд-Пфальц. 
Входит в состав района Кохем-Целль. Подчиняется управлению Ульмен.  Население составляет 1471 человек (на 31 декабря 2010 года). Занимает площадь 23,7 км².